# Planta de energía nuclear Fort St. Vrain

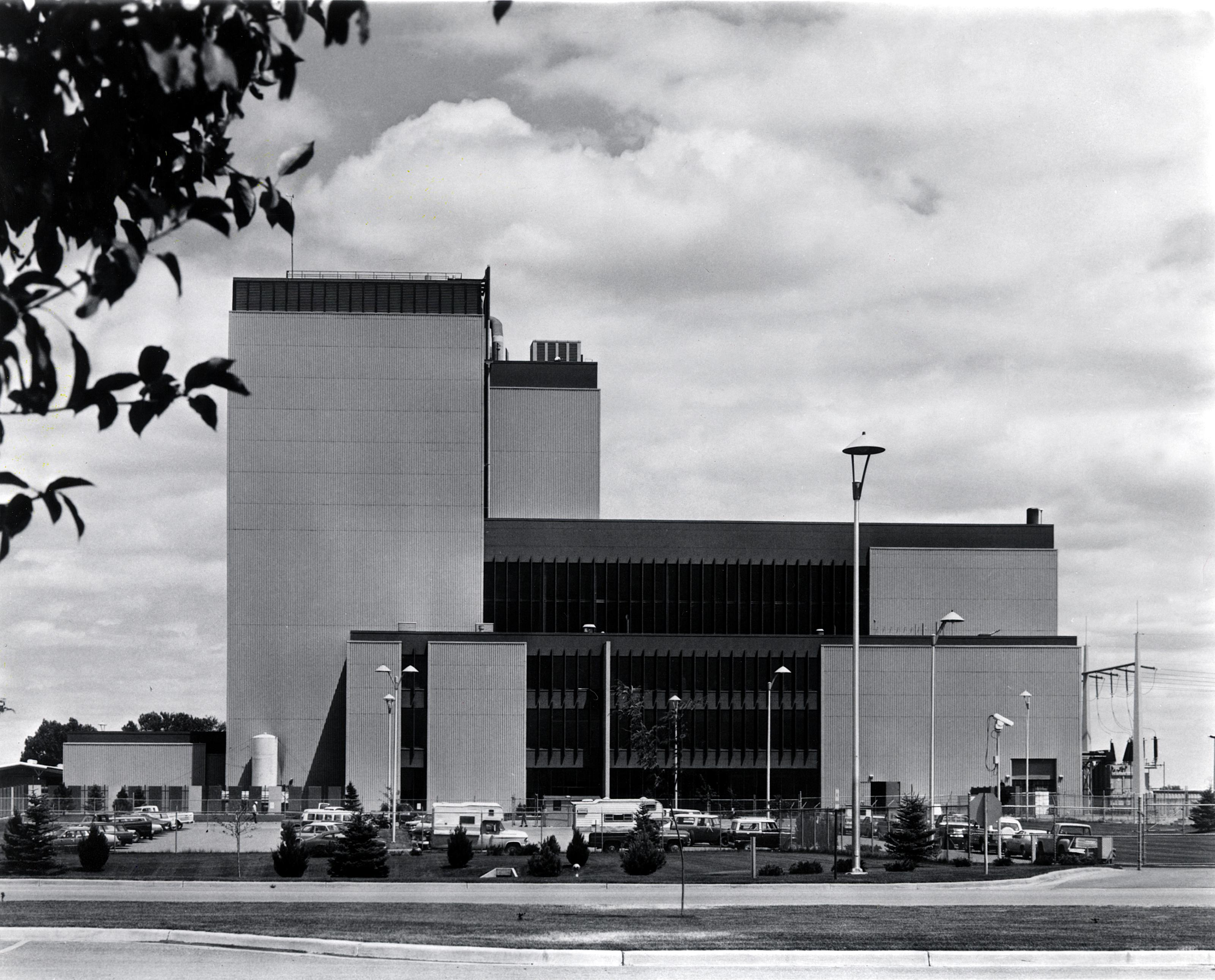
Estación de Fort St. Vrain.

La planta de Fort Saint Vrain Generating Station es una instalación de generación de electricidad alimentada por gas natural. Está situada cerca de la población de Platteville en la zona norte de Colorado. Tiene una capacidad de 720MW y es propiedad y está gestionada por Xcel Energy (anteriormente la Public Service Company of Colorado). Entró en funcionamiento en esta forma en 1996.
Inicialmente, fue construida como la primera (y única) planta de energía nuclear y funcionó como tal de 1976 a 1989. Fue el único reactor refrigerado por gas a alta temperatura (HTGR) de Estados Unidos. El refrigerador primario era el helio que no podía absorber radioactividad cuando era irradiado por neutrones y que calentaba el a través de generadores de vapor. El ciclo del combustible del reactor era el de uranio-torio y su potencia de salida era de 300MW. Los elementos de combustible tenían sección de cruz hexagonal y su densidad de energía era lo suficientemente baja para que una pérdida del refrigerante primario no desencadenara un sobrecalentamiento del núcleo del reactor. Los operadores hubieran dispuesto de varias horas para apagar el reactor antes que pudieran producirse daños en el núcleo.  
Esta planta nuclear fue propuesta en marzo de 1965 y la petición fue presentada a la Comisión de Energía Atómica en octubre de 1966. La construcción se inició en 1968. El edificio de contención tiene un aspecto rectangular en lugar de los edificios cilíndricos abovedados de otros reactores. Los costes de construcción alcanzaron los 200 millones de dólares. Las pruebas iniciales empezaron en 1972 u la primera energía comercial fue distribuida en diciembre de 1976. La instalación fue, no obstante, decepcionante, y nunca consiguió levantar expectación. Experimentó muchos problemas recurrentes con fluctuaciones de la energía a través de su historia, requiriendo constantes apagados. Otros problemas incluyen el mal funcionamiento de una barra de control y los escapes de agua en el núcleo del reactor. Como consecuencia, la planta resultaba demasiado costosa en su funcionamiento y fue cerrada en 1989. La desinstalación y retirada del combustible se completó en 1992. La primera turbina de gas natural se instaló en 1996. Otras dos turbinas se instalaron en el 2001.